# Геоскан-Эдельвейс
Геоскан-Эдельвейс — российский технологический наноспутник формата CubeSat 3U, созданный в рамках школьного образовательного проекта Space-π силами учеников и петербургской компании «Геоскан». Вес аппарата около 3 кг, оснащён камерой и способен передавать данные и фотографии радиолюбителям. Запущен 9 августа 2022 года с космодрома «Байконур».

## История

### Учебный проект
В 2021 году при поддержке Фонда содействия инновациям в рамках программы «Дежурный по планете» был организован учебный проект Space-π. Его задача — повысить популярность космонавтики среди российских школьников: с помощью наноспутников они могут поставить свой эксперимент на орбите, примерить профессию космического инженера до поступления в вуз. Помимо Фонда содействия инновациям проект поддерживают фонд «Талант и успех», Сколтех, всероссийское общество Кружковое движение и корпорация «Роскосмос». В качестве площадок для разработки спутников были выбраны частные компании «Геоскан» и «Спутникс», Нилакт ДОСААФ, Юго-Западный государственный университет и Сколтех. В рамках проекта школьники предлагают варианты полезной нагрузки для спутников и сценарии их использования (например, мониторинг лесных пожаров). Студенты ведущих российских университетов (Политех, ВШЭ, СибГУ имени академика М. Ф. Решетнёва) разрабатывают полезную нагрузку, а специалисты компаний проводят испытания на вибрацию, перегрузки, космическое излучение и другие особенности внешней среды, а также функциональные, квалификационные и приёмочные испытания спутника перед выводом аппарата на орбиту.
Первые три кубсата проекта Space-π были отправлены на орбиту в марте 2021 года. 9 августа 2022 года «Роскосмос» установил рекорд по количеству отечественных спутников, запущенных одновременно с космическим аппаратом «Хайям» (создан в интересах Ирана) в качестве попутной полезной нагрузки. На ракете «Союз-2.1б» с космодрома «Байконур» на орбиту одновременно выведены 16 малых космических аппаратов проекта Space-π, среди которых присутствовал кубсат «Геоскан-Эдельвейс». Оператором запуска выступила компания «Главкосмос» (входит в ГК «Роскосмос»). Все попутные спутники выводились на орбиту в пусковых контейнерах российской компании «Аэроспэйс Кэпитал». На старте ракеты присутствовали несколько школьников, участвовавших в создании кубсатов.

### Разработка и предназначение наноспутника
«Геоскан-Эдельвейс» — образовательный космический аппарат. Он создан группой компаний «Геоскан», которая с 2012 года разрабатывает и производит беспилотные летательные аппараты самолётного типа, коптеры и дроны промышленного назначения. С 2021-го в ООО «Геоскан» образован отдел, в котором изготавливают спутниковые платформы и космические аппараты формата кубсат. Отделом образовательных наноспутников, который участвует в проекте Space-π, руководит инженер и популяризатор космонавтики Александр Хохлов. Сотрудники компании работают со студентами и школьниками над созданием космических аппаратов типа CubeSat 1U и CubeSat 3U.
Кубсат — это определённый стандарт микро- и наноспутников, установленный в США в начале 2000-х. Его фиксированные габариты могут изменять кратно количеству юнитов. Один юнит имеет габарит 10 х 10 х 10 см. Формат спутника «Геоскан-Эдельвейс» — CubeSat 3U (то есть 30 × 10 × 10 см). Это стандартный размер спутников учебного проекта Space-π, позволяющий разместить на аппарате больше полезной нагрузки.
Спутник оснащён газовой двигательной установкой (ГДУ) «ОКБ Факел», заправленной азотом, GNSS-приёмником компании НПЦ «Элвис», который определяет координаты аппарата на орбите на основе радиосигналов, излучаемых спутниками навигационных систем ГЛОНАСС и GPS. Компания «Геоскан» проводит совместные лётные испытания двигателя и приёмника партнёров. На кубсате также установлена камера для определения ориентации аппарата, с помощью которой «Геоскан» тестирует алгоритм стабилизации, для этого спутник передаёт в ЦУП компании снимки Земли разрешением 640 × 480. Аппарат заряжается от панелей солнечных батарей, которые компания специально разработала для наноспутника. Срок активного существования спутника —  до пяти лет, после чего инженеры попытаются свести аппарат на более низкую орбиту с помощью ГДУ, чтобы он быстрее сгорел в атмосфере, не оставив космического мусора.
В качестве символической полезной нагрузки на спутник установлена кремниевая пластина размером 10 × 15 мм, на которую методом ионно-лучевой литографии нанесены более 22 тыс. имён со всего мира, из них 6 тысяч — имена ребят из Российского движения школьников. «Геоскан» — первая российская компания, которая объявила стандартную для NASA акцию «Отправь своё имя в космос» в октябре 2021 года и отправила имена на орбиту.
Аппарат создан на основе спутниковой платформы «Геоскан 3U». Платформа отвечает за электропитание, связь и управление полезной нагрузкой космического аппарата, а также создаёт условия для работы приборов во время его полёта. В ноябре 2022 года компания «Геоскан» представила эту платформу на московской выставке «Аэронет 2035» в ВДНХ, её масса в минимальной комплектации 1,5 кг, а её максимальная полезная нагрузка — 4 кг (вес запущенного на орбиту кубсата — почти 3 кг).
Данные «Геоскан-Эдельвейс» и других спутников проекта Space-π принимает наземная станция управления, расположенная на крыше офиса компании «Геоскан». Принимать телеметрию и фотографии могут радиолюбители: позывной спутника RS20S, частота передатчика 436,2 МГц, сигнал радиомаяка передаётся один раз в 30 секунд.

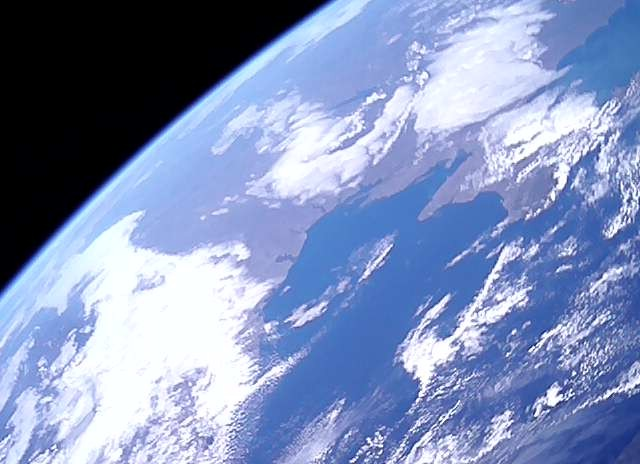
Чёрное море с КА «Геоскан-Эдельвейс»
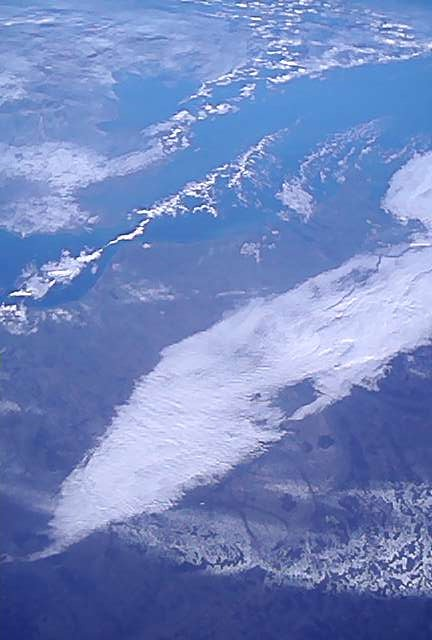
Пролив Ла-Манш с КА «Геоскан-Эдельвейс»
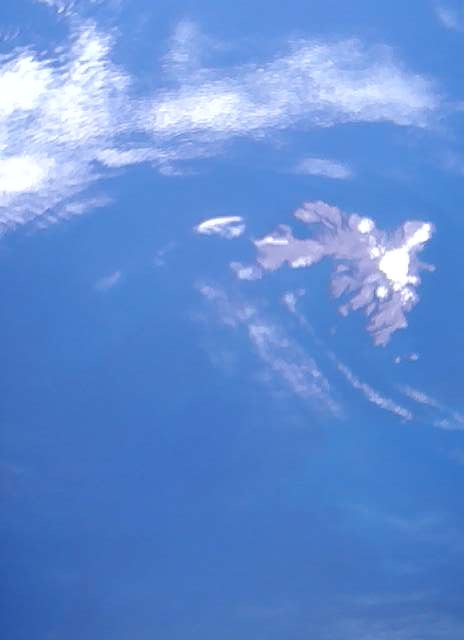
Архипелаг Кергелен с КА «Геоскан-Эдельвейс»
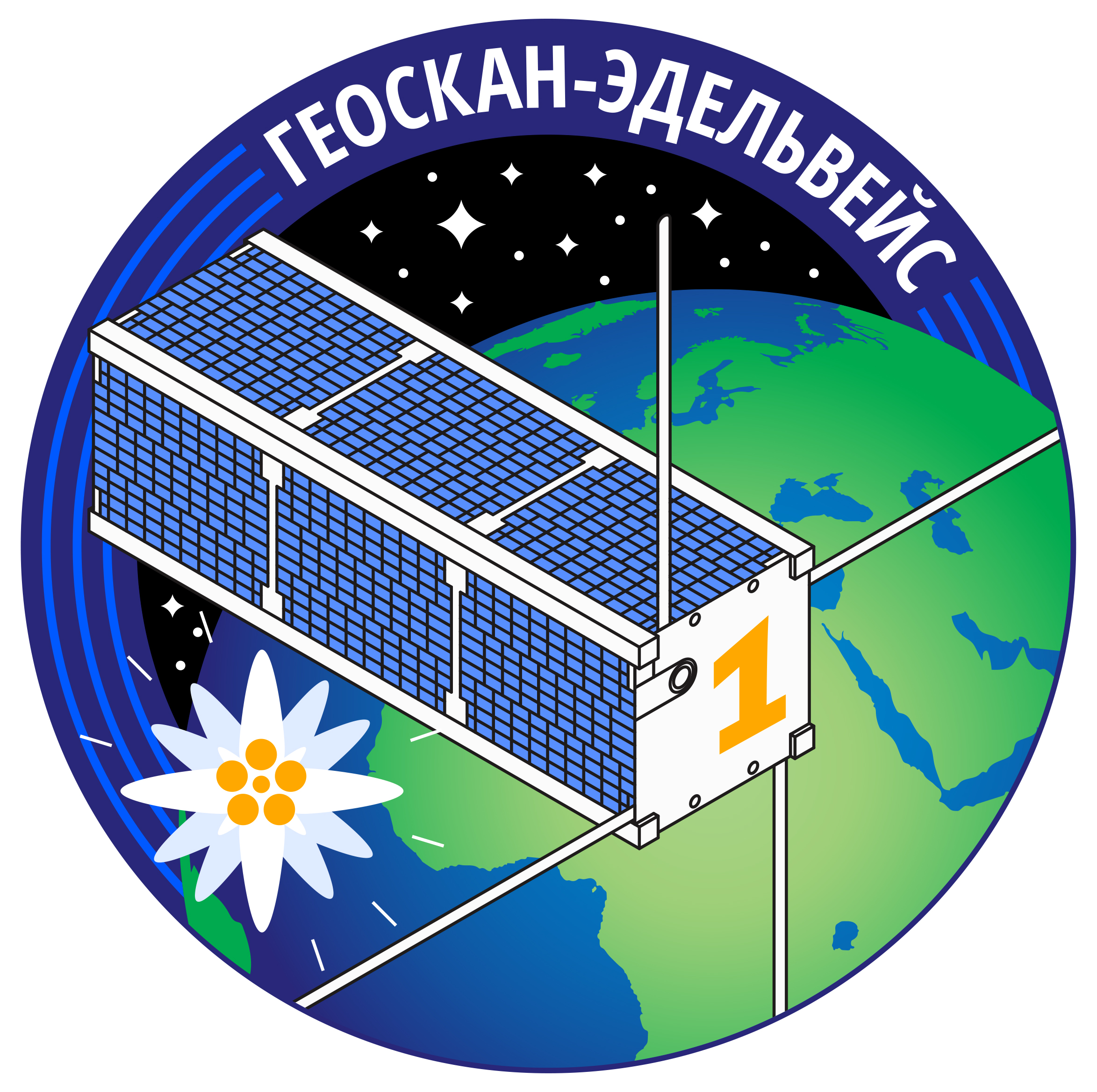
Эмблема КА «Геоскан-Эдельвейс»
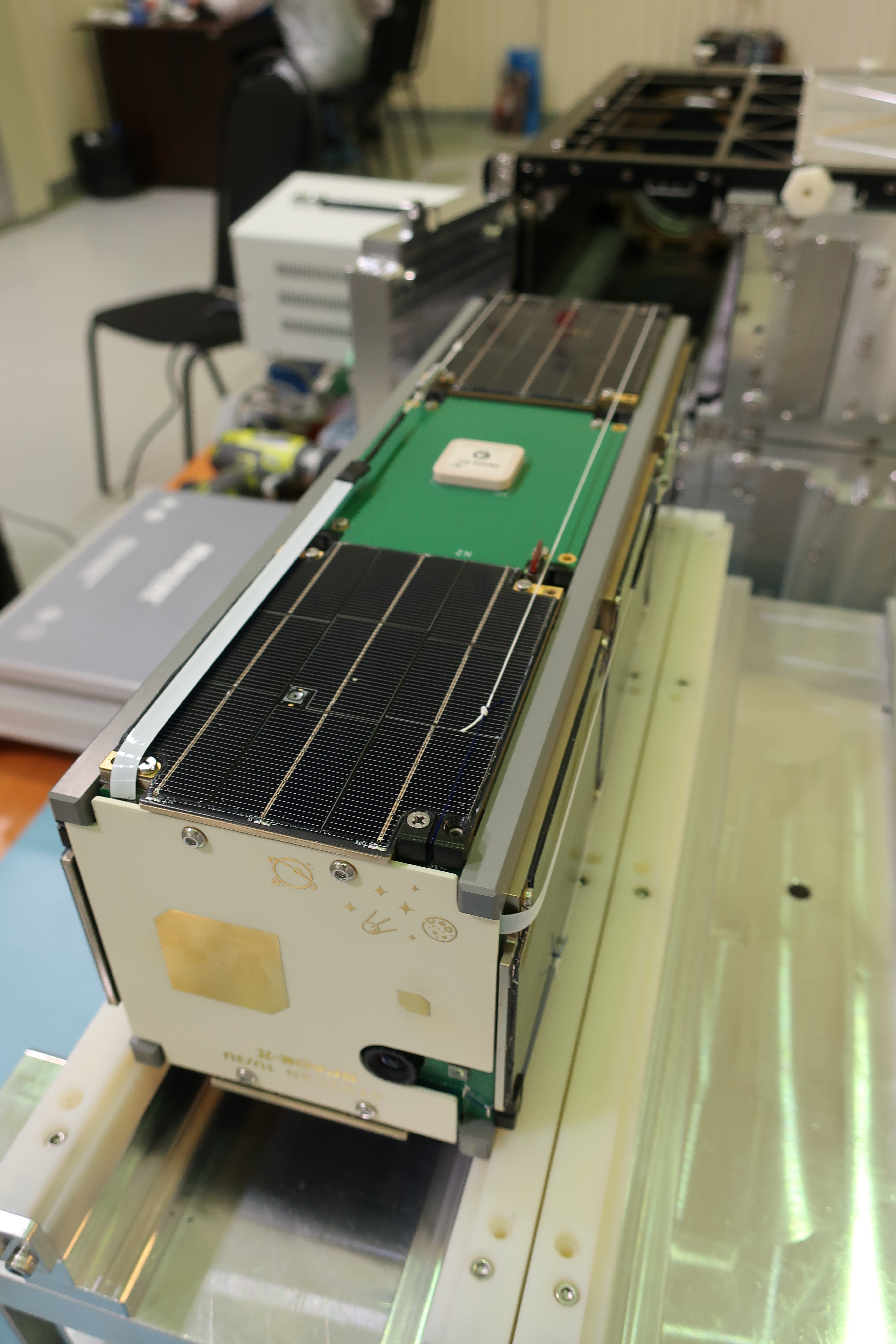
Кубсат «Геоскан-Эдельвейс» во время интеграции в пусковой контейнер на Байконуре